# 1298
- Wikisource

| Calendário gregoriano                                                        | 1298 MCCXCVIII                                       |
| Ab urbe condita                                                              | 2051                                                 |
| Calendário arménio                                                           | 747 – 748                                            |
| Calendário bahá'í                                                            | -546 – -545                                          |
| Calendário budista                                                           | 1842                                                 |
| Calendário chinês                                                            | 3994 – 3995 Início a 13 de janeiro (aproximadamente) |
| Calendário copta                                                             | 1014 – 1015                                          |
| Calendário etíope                                                            | 1290 – 1291                                          |
| Calendários hindus - Vikram Samvat - Calendário nacional indiano - Cáli Iuga | 1353 – 1354 1219 – 1220 4398 – 4399                  |
| Calendário Holoceno                                                          | 11298                                                |
| Calendário islâmico                                                          | 697 – 698                                            |
| Calendário judaico                                                           | 5058 – 5059                                          |
| Calendário persa                                                             | 676 – 677                                            |
| Calendário rúnico                                                            | 1548                                                 |
| Calendário solar tailandês                                                   | 1841                                                 |

1298 (MCCXCVIII, na numeração romana) foi um ano comum do século XIII do Calendário Juliano, da Era de Cristo, e a sua letra dominical foi E (52 semanas), teve início a uma quarta-feira, terminou também a uma quarta-feira.
No reino de Portugal estava em vigor a Era de César que já contava 1336 anos.
| Ano completo                        |
| ----------------------------------- |
| Ano comum com início à quarta-feira |

## Mortes
- Yang Hui — matemático chinês (n. 1238).